# هوغو هيكتور مارتينيز غونزاليس
هوغو هيكتور مارتينيز غونزاليس (بالإسبانية: Hugo Héctor Martínez González)‏ هو سياسي مكسيكي، ولد في 17 مايو 1966 في كواويلا في المكسيك. حزبياً، نشط في الحزب الثوري المؤسساتي. وقد انتخب عضو مجلس النواب المكسيك.